# Lista siturilor arheologice din județul Arad - N
Lista siturilor arheologice din județul Arad - N conține toate siturile arheologice din județul Arad înscrise în Repertoriul Arheologic Național (RAN) și aflate în localități al căror nume începe cu litera N. RAN este administrat de Ministerul Culturii și Patrimoniului Național și cuprinde date științifice, cartografice, topografice, imagini și planuri, precum și orice alte informații privitoare la zonele cu potențial arheologic, studiate sau nu, încă existente sau dispărute.
Puteți căuta un sit din localitățile care încep cu litera N folosind formularul de mai jos sau puteți naviga prin toate siturile din județ la Lista siturilor arheologice din județul Arad.
| Cod RAN     | Denumire | Localitate                  | Adresă                                                       | Datare                                             | Descoperit | Coordonate                                    | Imagine           | Erori            |
| ----------- | --- | --------------------------- | ------------------------------------------------------------ | -------------------------------------------------- | ---------- | --------------------------------------------- | ----------------- | ---------------- |
| 9636.02.01  | Mănăstirea Cneazului de lângă Nădlac / ansamblu anonim (Categorie: structură de cult/religioasă) (Tip: Biserică)                                                  | oraș Nădlac                 |                                                              | sec. XII - mijl. sec. al XIII-lea                  |            |                                               | Încărcați imagine | Raportați eroare |
| 9636.01.01  | Cimitirul medieval timpuriu de la Nădlac-Lutărie / ansamblu anonim (Categorie: descoperire funerară) (Tip: Cimitir de ]nhumație)                                  | oraș Nădlac                 | Lutărie                                                      | maghiară a doua jumătate a sec. X - încep. sec. XI |            | 46°10′36″N 20°44′02″E / 46.17667°N 20.73389°E | Încărcați imagine | Raportați eroare |
| 12803.05.01 | Situl arheologic de la Neudorf - Pârâul Roșia / ansamblu anonim (Categorie: locuire) (Tip: Așezare)                                                               | sat Neudorf, comuna Zăbrani | Pârâul Roșia                                                 |                                                    |            |                                               | Încărcați imagine | Raportați eroare |
| 12803.05.02 | Situl arheologic de la Neudorf - Pârâul Roșia / ansamblu anonim (Categorie: locuire) (Tip: Așezare)                                                               | sat Neudorf, comuna Zăbrani | Pârâul Roșia                                                 |                                                    |            |                                               | Încărcați imagine | Raportați eroare |
| 12803.05.03 | Situl arheologic de la Neudorf - Pârâul Roșia / ansamblu anonim (Categorie: locuire) (Tip: Așezare)                                                               | sat Neudorf, comuna Zăbrani | Pârâul Roșia                                                 |                                                    |            |                                               | Încărcați imagine | Raportați eroare |
| 12803.02.01 | Așezarea daco-romană de la Neudorf - Valea Livezilor / ansamblu anonim (Categorie: locuire) (Tip: Așezare)                                                        | sat Neudorf, comuna Zăbrani | Valea Livezilor                                              | Sec. III-IV                                        |            |                                               | Încărcați imagine | Raportați eroare |
| 12803.03.01 | Așezarea daco-romană de la Neudorf / ansamblu anonim (Categorie: locuire) (Tip: Așezare)                                                                          | sat Neudorf, comuna Zăbrani |                                                              | sec. II-IV                                         |            |                                               | Încărcați imagine | Raportați eroare |
| 12803.04.01 | Așezarea de epocă medievală de la Neudorf - Hadarac / ansamblu anonim (Categorie: locuire) (Tip: Așezare)                                                         | sat Neudorf, comuna Zăbrani | Hadarac                                                      | Sec. X-XII                                         |            |                                               | Încărcați imagine | Raportați eroare |
| 9636.03.01  | Situl arheologic de la Nădlac - Sit 1 M (Autostrada Nădlac - Arad, lot 1, km. 0+000 - 0+300) / ansamblu anonim (Categorie: locuire) (Tip: Așezare)                | oraș Nădlac                 | Sit 1 M (Autostrada Nădlac - Arad, lot 1, km. 0+000 - 0+300) | Sarmatică sec. III-V                               |            | 46°12′31″N 20°46′57″E / 46.20858°N 20.78242°E | Încărcați imagine | Raportați eroare |
| 9636.03.03  | Situl arheologic de la Nădlac - Sit 1 M (Autostrada Nădlac - Arad, lot 1, km. 0+000 - 0+300) / ansamblu anonim (Categorie: locuire) (Tip: Așezare)                | oraș Nădlac                 | Sit 1 M (Autostrada Nădlac - Arad, lot 1, km. 0+000 - 0+300) | sec. XI-XIII                                       |            | 46°12′31″N 20°46′57″E / 46.20858°N 20.78242°E | Încărcați imagine | Raportați eroare |
| 9636.03.02  | Situl arheologic de la Nădlac - Sit 1 M (Autostrada Nădlac - Arad, lot 1, km. 0+000 - 0+300) / ansamblu anonim (Categorie: locuire) (Tip: Necropolă de inhumație) | oraș Nădlac                 | Sit 1 M (Autostrada Nădlac - Arad, lot 1, km. 0+000 - 0+300) | Sarmatică sec. III                                 |            | 46°12′31″N 20°46′57″E / 46.20858°N 20.78242°E | Încărcați imagine | Raportați eroare |
| 9636.04.01  | Situl arheologic de la Nădlac - Sit 2 M (Autostrada Nădlac - Arad, lot 1, km. 1+125 - 1+440) / ansamblu anonim (Categorie: locuire) (Tip: Așezare)                | oraș Nădlac                 | Sit 2 M (Autostrada Nădlac - Arad, lot 1, km. 1+125 - 1+440) | Sarmatică sec. III-V                               |            | 46°12′36″N 20°46′25″E / 46.21007°N 20.77357°E | Încărcați imagine | Raportați eroare |
| 9636.04.02  | Situl arheologic de la Nădlac - Sit 2 M (Autostrada Nădlac - Arad, lot 1, km. 1+125 - 1+440) / ansamblu anonim (Categorie: locuire) (Tip: Așezare)                | oraș Nădlac                 | Sit 2 M (Autostrada Nădlac - Arad, lot 1, km. 1+125 - 1+440) | sec. VIII-X - XI-XII                               |            | 46°12′36″N 20°46′25″E / 46.21007°N 20.77357°E | Încărcați imagine | Raportați eroare |
| 9636.11.01  | Situl arheologic de la Nădlac - Autostrada Nădlac-Arad (Km 1+285-1+510 ) / ansamblu anonim (Categorie: locuire) (Tip: Așezare)                                    | oraș Nădlac                 | Autostrada Nădlac-Arad (Km 1+285-1+510 )                     | Sarmatică sec. III-V                               |            | 46°12′41″N 20°46′54″E / 46.21138°N 20.78168°E | Încărcați imagine | Raportați eroare |
| 9636.11.02  | Situl arheologic de la Nădlac - Autostrada Nădlac-Arad (Km 1+285-1+510 ) / ansamblu anonim (Categorie: locuire) (Tip: Așezare)                                    | oraș Nădlac                 | Autostrada Nădlac-Arad (Km 1+285-1+510 )                     | sec. XI-XIII                                       |            | 46°12′41″N 20°46′54″E / 46.21138°N 20.78168°E | Încărcați imagine | Raportați eroare |
| 9636.10.01  | Situl arheologic de la Nădlac - Autostrada Nădlac-Arad (Km 3+483-3+935 ) / ansamblu anonim (Categorie: locuire) (Tip: Așezare)                                    | oraș Nădlac                 | Autostrada Nădlac-Arad (Km 3+483-3+935 )                     | Sarmatică sec. III-V                               |            | 46°10′51″N 20°46′04″E / 46.18082°N 20.76773°E | Încărcați imagine | Raportați eroare |
| 9636.10.02  | Situl arheologic de la Nădlac - Autostrada Nădlac-Arad (Km 3+483-3+935 ) / ansamblu anonim (Categorie: locuire) (Tip: Așezare)                                    | oraș Nădlac                 | Autostrada Nădlac-Arad (Km 3+483-3+935 )                     | sec. XI-XIII                                       |            | 46°10′51″N 20°46′04″E / 46.18082°N 20.76773°E | Încărcați imagine | Raportați eroare |
| 9636.05.01  | Situl arheologic de la Nădlac - Sit 3 M (Autostrada Nădlac - Arad, lot 1, km. 2+020-2+200) / ansamblu anonim (Categorie: locuire) (Tip: Așezare)                  | oraș Nădlac                 | Sit 3 M (Autostrada Nădlac - Arad, lot 1, km. 2+020-2+200)   | Vinča                                              |            | 46°12′31″N 20°46′04″E / 46.20858°N 20.76773°E | Încărcați imagine | Raportați eroare |
| 9636.05.02  | Situl arheologic de la Nădlac - Sit 3 M (Autostrada Nădlac - Arad, lot 1, km. 2+020-2+200) / ansamblu anonim (Categorie: locuire) (Tip: Așezare)                  | oraș Nădlac                 | Sit 3 M (Autostrada Nădlac - Arad, lot 1, km. 2+020-2+200)   | Sarmatică sec. III-IV                              |            | 46°12′31″N 20°46′04″E / 46.20858°N 20.76773°E | Încărcați imagine | Raportați eroare |
| 9636.08.01  | Situl arheologic de la Nădlac - Autostrada Nădlac-Arad (Km 8+225-8+560) / ansamblu anonim (Categorie: locuire) (Tip: Așezare)                                     | oraș Nădlac                 | Autostrada Nădlac-Arad (Km 8+225-8+560)                      | Sarmatică sec. III-V                               |            | 46°12′28″N 20°52′14″E / 46.20787°N 20.87048°E | Încărcați imagine | Raportați eroare |
| 9636.08.02  | Situl arheologic de la Nădlac - Autostrada Nădlac-Arad (Km 8+225-8+560) / ansamblu anonim (Categorie: locuire) (Tip: Așezare)                                     | oraș Nădlac                 | Autostrada Nădlac-Arad (Km 8+225-8+560)                      | sec. XI-XIII                                       |            | 46°12′28″N 20°52′14″E / 46.20787°N 20.87048°E | Încărcați imagine | Raportați eroare |
| 9636.09.01  | Așezarea medievală de la Nădlac - Autostrada Nădlac-Arad (Km 10+660-11+120) / ansamblu anonim (Categorie: locuire) (Tip: Așezare)                                 | oraș Nădlac                 | Autostrada Nădlac-Arad (Km 10+660-11+120)                    | sec. XI - XIII                                     |            | 46°12′34″N 20°54′25″E / 46.20937°N 20.90682°E | Încărcați imagine | Raportați eroare |
| 9636.06.01  | Așezarea sarmatică de la Nădlac-Sit 4 M (Autostrada Nădlac - Arad, lot 1, km. 6+575-6+800) / ansamblu anonim (Categorie: locuire) (Tip: așezare)                  | oraș Nădlac                 | Sit 4 M (Autostrada Nădlac - Arad, lot 1, km. 6+575-6+800)   | Sarmatică sec. III-IV                              |            |                                               | Încărcați imagine | Raportați eroare |
| 9636.07.01  | Sit 5 M (Autostrada Nădlac - Arad, lot 1, km. 4+250-4+360) / ansamblu anonim (Categorie: locuire) (Tip: așezare)                                                  | oraș Nădlac                 | Sit 5 M (Autostrada Nădlac - Arad, lot 1, km. 4+250-4+360)   | sec. XI-XII                                        |            |                                               | Încărcați imagine | Raportați eroare |